# Кирторф
Кирторф (нем. Kirtorf) — город в Германии, в земле Гессен. Подчинён административному округу Гиссен. Входит в состав района Фогельсберг.  Население составляет 3292 человека (на 31 декабря 2010 года). Занимает площадь 79,88 км². Официальный код — 06 5 35 010.
Город подразделяется на 7 городских районов.